# 小行星4291
小行星4291（英語：4291 Kodaihasu）是一颗围绕太阳公转的小行星。1989年11月2日，M. Arai、H. Mori在寄居町发现了此天体。
这颗小行星的绝对星等为11.42106784439669等。